# Le Grand Rex
Le Grand Rex là một rạp chiếu phim nằm ở số 1 phố Poissonnière, quận 2 thành phố Paris. Được xếp hạng công trình lịch sử vào năm 1981 và tránh khỏi phá hủy, tới nay Le Grand Rex đón tiếp 1,25 triệu lượt khán giả mỗi năm.
Le Grand Rex hiện nay gồm 7 phòng chiếu: 2800, 500, 262, 237, 198, 156 và 105 chỗ. Trong đó phòng 2800 chỗ là phòng chiếu phim lớn nhất Paris.
| Métro Paris | Bến tàu điện ngầm: Bonne Nouvelle |

## Lịch sử
Đầu thế kỷ 20, Jacques Haïk, một nhà sản xuất và phát hành phim, chủ của phòng biểu diễn Olympia khi đó, có ý định xây dựng một rạp chiếu phim khổng lồ dành cho 5000 khán giả, diện tích 2000 m², trần cao 30 m. Với sự tham gia của kiến trúc sư Auguste Bluysen và kỹ sư John Emerson, dự định đó được thực hiện, duy sức chứa rút xuống còn 3300 chỗ.
Được mở cửa ngày 8 tháng 12 năm 1932, Le Grand Rex thành công ngay lập tức. Nổi tiếng với trang trí cầu kỳ, phòng đặt máy chiếu của rạp phải đặt nhô ra phố Poissonnière. Trong thời gian Đức Quốc xã chiếm đóng Paris, Le Grand Rex bị trưng dụng, đổi thành « Soldatenkino » chỉ dành cho các quân nhân Đức.
Năm 1957, Le Grand Rex khánh thành thang máy với sự có mặt của Gary Cooper và Mylène Demongeot. Đây là rạp đầu tiên của châu Âu được trang bị thang máy. Tới năm 1974, ba phòng chiều nhỏ được xây thêm cùng câu lạc bộ Rex Club. Năm 1981, rạp Le Grand Rex với mặt ngoài theo phong cách Art-déco đã được công nhận công trình lịch sử.
Năm 1988, Le Grand Rex trình diện màn ảnh lớn nhất nước Pháp "Grand Large", 21 mét chiều dài, 11 mét chiều cao. Hiện nay, đây vẫn là rạp chiếu lớn nhất Paris và các rạp còn lại đều nhỏ hơn 1000 chỗ.
Ở Sài Gòn, Việt Nam trước đây cũng có một rạp chiếu phim mang tên Rex, hiện đã trở thành khách sạn Rex, tọa lạc tại số 141 đường Nguyễn Huệ, quận 1.